# 何塞·恩里克·罗多
何塞·恩里克·卡米洛·罗多·皮涅伊罗（西班牙語：José Enrique Camilo Rodó Piñeyro；1871年7月15日—1917年5月1日），通称何塞·恩里克·罗多（西班牙語：José Enrique Rodó），是乌拉圭政治人物、作家、文化評論者。
早年辍学工作，凭借自学文学知识进入文坛，历任大学文学教师、国立图书馆馆长、国会众议员等职。其以散文见长，为拉丁美洲现代主义文学在散文领域的代表作家，乌拉圭900一代的主要成员之一。其主要著作为散文《爱丽儿》。

## 生平
罗多于1871年7月15日出生在乌拉圭的一个富裕家庭，父亲是何塞·罗多·哈内尔（José Rodó Janer），祖籍西班牙加泰罗尼亚的巴塞罗那，罗多四岁时在其姐的教导下开始识字读书，随即进入首都蒙得维的亚的埃尔比奥·费尔南德斯学校学习，在校期间，罗多对历史、文学等科目感兴趣，开始出版自己制作的报纸，亦参与编辑自己学校的校报:84。后来，他父亲经商失败，家道中落，罗多不得不转学到公立中学，并在14岁辍学工作；而除了一些小诗和散文，他这一时期的文学作品几乎没有保存下来:335。
成年的罗多仍然热衷于文学创作，1895年，他创办《文学和社会科学国民杂志》（Revista Nacional de Literatura y Ciencias Sociales），并开始透过杂志发表自己的文学批评，在乌拉圭文坛崭露头角。虽然罗多并未完成大学学业，但凭借自修得到的文学素养，他在1898年被国内唯一的大学共和国大学聘任为文学系教授:335，在校执教期间，他还发表了散文《爱丽儿》，从此声名大噪。1900年，罗多还代理担任了两个月的国家图书馆馆长一职:87。

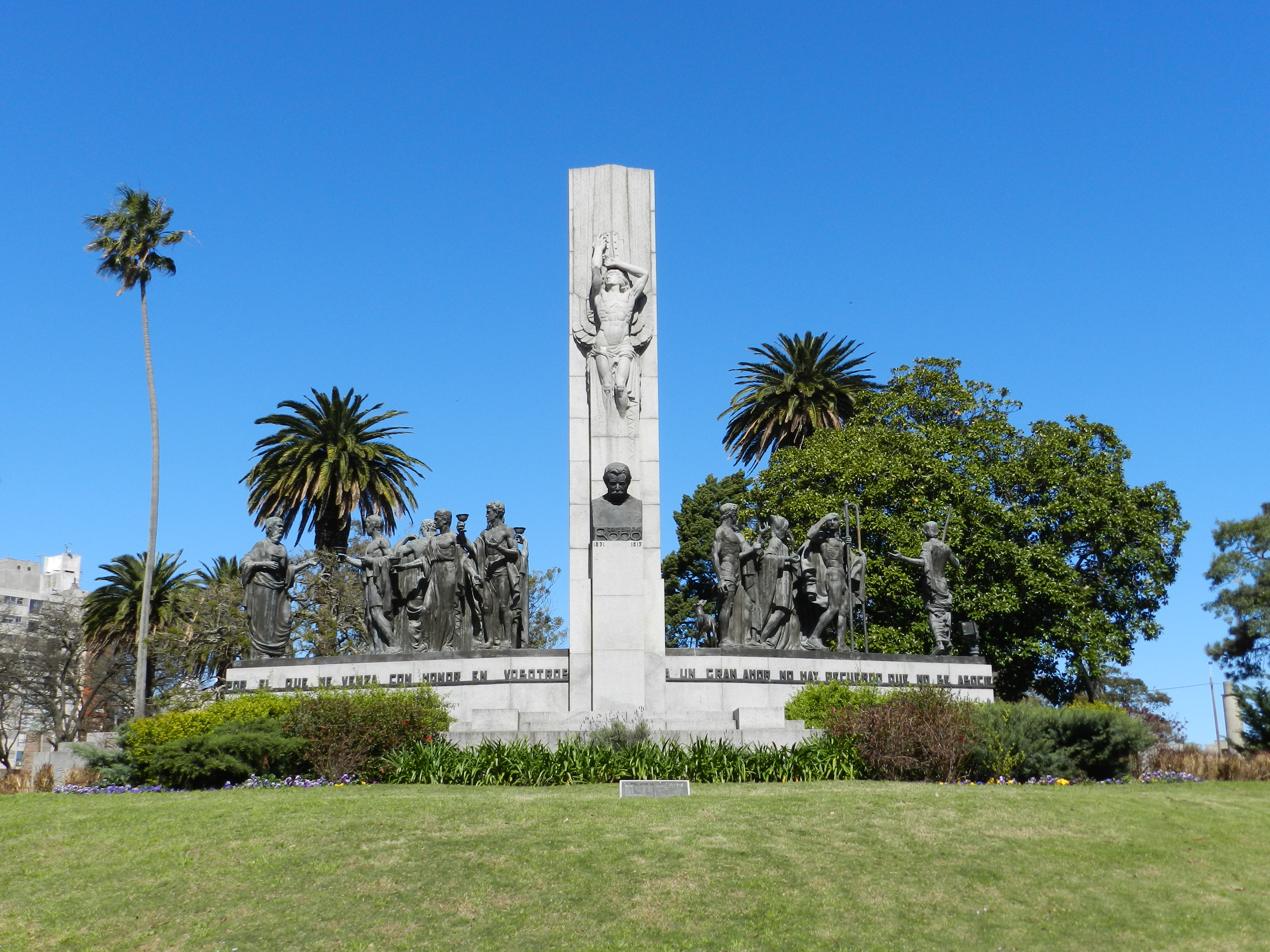
乌拉圭蒙得维的亚的罗多纪念碑

1902年，罗多加入了政治强人何塞·巴特列·奥多涅斯领导的红党，他随后当选为烏拉圭國會众议员，代表蒙得维的亚选区，连任三届。1906年，在佩德罗·迪亚斯的提议下，巴特列政府决定禁止在公立医院悬挂十字架，但罗多却发表《自由主义与雅各宾主义》表示反对，他认为耶稣的形象在西方文化中具有相当的代表性，因此拆除十字架的做法是极端的。后来，巴特列更透过一系列改革措施实现了教会世俗化，国家政教分离:95。因为不满巴特列奉行激进的反教权政策，罗多最终与后者分道扬镳。
1916年，罗多成为阿根廷文学杂志《面与面具》的通讯记者，其后前往欧洲，相继游历了西班牙、瑞士、意大利等国，但在意大利西西里岛的巴勒莫旅行期间患病，同年5月1日病重不治，享年45岁，而他的遗体则在三年后被运回乌拉圭:336，并安葬在蒙得维的亚中央公墓的先贤祠內。

## 文学

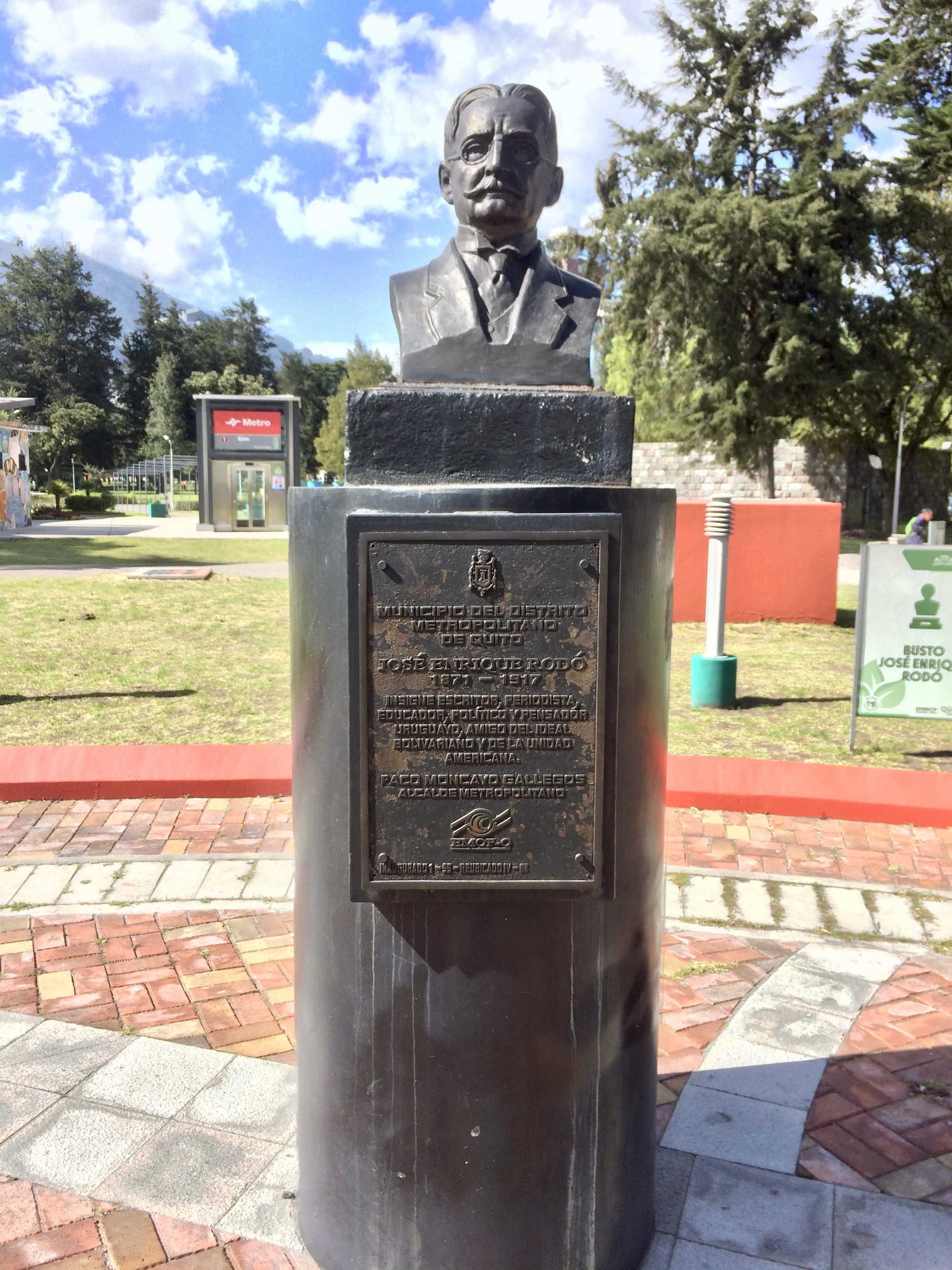
厄瓜多一座公園內的羅多銅像

19世紀中後期的拉丁美洲处于实证主义、实用主义观念的影响下，同时，拉丁美洲各国的统治者也极力维持各自国家的独立地位，与邻邦龃龉不断，而西班牙在美西战争中的战败开始让一些拉丁美洲知识分子呼吁效法美国模式，但何塞·马蒂、鲁文·达里奥等文人则不赞同这些观念，并认为拉丁美洲与以美国为代表的“另一个美洲”是不同的。上述历史现实与观点，以及古希腊的人文主义、美学传统，基督宗教精神对罗多的创作理念产生了深刻影响:68-69。
罗多的代表作是散文《爱丽儿》，其创作灵感来源于英国作家莎士比亚的剧作《暴风雨》，实际上则受到达里奥以及法国学者歐內斯特·勒南著作的影响，而“爱丽儿”则得名于剧作中同名的精灵，在散文中也是拉丁美洲的女性化身，也代表着罗多所提倡的美学、艺术与智慧，文中与之相对的则是象征美国的野蛮、势利与庸俗的卡列班（Caliban）:73。虽然罗多总体上对卡列班持否定态度，但他并没有否定物质进步的意义，并主张“让卡列班顺服爱丽儿，让爱丽儿引领卡列班”，他也藉由《爱丽儿》主张拉丁美洲各国不应该成为美国的扈从，而应该在实现现代化的同时，保留自己的文化传统，并努力实现精神和文化的统一，进而为政治上的统一奠定文化基础:72-73:57。罗多在《爱丽儿》中还提出拉丁美洲应该回归基督宗教信仰、崇尚古典美学并实施人文教育，而这也成为他反对巴特列激进的世俗化政策的原因之一，该观点也深刻体现在他的另一部作品《自由主义与雅各宾主义》中:72。而罗多在《爱丽儿》中索提倡的这种文化民族主义思想则被称为“爱丽儿主义”:56-57。
此外，罗多还著有《普罗透斯的宗旨》（Motivos de Proteo）、《普洛斯彼羅的游廊》（El mirador de Próspero）、《普罗透斯的新宗旨》（Nuevos motivos de Proteo）、《普罗透斯的最后宗旨》（Últimos motivos de Proteo）、《美洲人》（Hombres de América）等散文作品，这些作品以丰富的辞藻与意象，浪漫主义特色的文字而著称。

## 评价与影响
何塞·恩里克·罗多在其家乡乌拉圭受到尊敬，为了纪念他的贡献，乌拉圭索里亚诺省的一个城镇于1924年被命名为何塞恩里克罗多，乌拉圭国内还有多个以他命名的公园。1941年，智利大学生代表大会亦将罗多尊为“美洲青年良师”。其在散文《爱丽儿》中提出的文化民族主义思想也在不少拉丁美洲国家引起广泛讨论，并最终成为了拉美地区泛美洲主义、反美思想的起源，也对拉丁美洲本体意识、民族意识的形成产生了一定影响，其也是部分拉丁美洲国家的学生必读书目:182-183，秘鲁的弗朗西斯科·加西亚·卡尔德隆、哥斯达黎加的卡門·萊拉，以及古巴政治人物切·格瓦拉、墨西哥学者何塞·巴斯孔塞洛斯及其“宇宙种族”思想等都多少受到了《爱丽儿》思想的影响。中国学者孙雪也认为罗多的文化民族主义有助于保护、传承印加文化、玛雅文化等在地文化。
但也有学者批评罗多的文化民族主义思想，如美国学者琼·佛朗哥认为爱丽儿主义虽然在一定程度上推动了拉丁美洲的文化教育事业发展，有助于促进拉丁美洲的一体化，但他也认为这种思想有较大的局限性，难以解决拉丁美洲的长期发展困境。中国学者刘承军则认为罗多不能摆脱自己的精神贵族立场，进而导致理想幻灭，悲观失望:60-61。

## 延伸阅读
- 何塞·恩里克·罗多. . 由于施洋翻译 1. 上海市: 上海人民出版社. 2021. ISBN 9787208170582. OCLC 1336549699.